# Apatania yenchingensis
Apatania yenchingensis là một loài Trichoptera trong họ Apataniidae. Chúng phân bố ở miền Cổ bắc.